# Microcentrum louisianum
Microcentrum louisianum är en insektsart som beskrevs av Morgan Hebard 1939. Microcentrum louisianum ingår i släktet Microcentrum och familjen vårtbitare. Inga underarter finns listade i Catalogue of Life.